# Sergio Arias
Sergio Javier Arias Delgado, né le 27 février 1988 à Los Mochis au Mexique, est un footballeur mexicain évoluant au poste de gardien de but au CD Irapuato.

## Biographie

### En club
Sergio Arias intègre l'équipe première des Chivas de Guadalajara en 2006. En 2007, il est prêté aux Dorados de Sinaloa durant deux saisons avec qui il fait 36 apparitions en championnat.
En 2011, il est prêté au Club Deportivo Chivas USA en Major League Soccer mais n'y fait aucune apparition.
En 2012, il est de nouveau prêté au CD Irapuato, club de deuxième division mexicaine.

### En sélection
Sergio Arias fait partie de la sélection du Mexique des 17 ans qui remporte la coupe du monde des moins de 17 ans 2005. Il n'y encaisse que trois buts en neuf rencontres et est considéré comme le « nouvel Oswaldo Sánchez » par les observateurs.
Deux ans plus tard, il est le seul joueur du onze titulaire du titre mondial de 2005 à ne pas participer à la coupe du monde des moins de 20 ans 2007.

## Palmarès

### En club
Néant

### En sélection
| - Mexique -17 ans - Coupe du monde des moins de 17 ans - Vainqueur : 2005. |